# Hiszpania na Letnich Igrzyskach Olimpijskich 1932
Hiszpania na Letnich Igrzyskach Olimpijskich 1932 reprezentowało 7 zawodników. Był to piąty start reprezentacji Hiszpanii na letnich igrzyskach olimpijskich. Sportowcy Hiszpanii zdobyli jeden brązowy medal.
Najmłodszym reprezentantem Hiszpanii na tych igrzyskach był 25-letni strzelec – José González, zaś najstarszym 52-letni strzelec – Julio Castro.

## Skład reprezentacji

### Strzelectwo
- Buenaventura Bagaria – Karabin dowolny – 25. miejsce
- Luis Calvet – Pistolet Szybkostrzelny – 13. miejsce
- Julio Castro – Karabin dowolny – 9. miejsce
- Manuel Corrales – Pistolet szybkostrzelny – 13. miejsce, Karabin dowolny – 26. miejsce
- José González – Pistolet szybkostrzelny – 4. miejsce

### Żeglarstwo
- Santiago Amat – Snowbird – 3. miejsce (brązowy medal)

## Olimpijski Konkurs Sztuki i Literatury
- Ramón de Zubiaurre – nieznana konkurencja[2] – brak danych